# Linia kolejowa Děčín – Dresden-Neustadt
Linia kolejowa Děčín – Dresden-Neustadt – zelektryfikowana dwutorowa magistrala kolejowa w Niemczech i Czechach. Dawniej zwana była Sächsisch-Böhmische Staatseisenbahn. Stanowi część magistrali kolejowej łączącej Berlin i Drezno z Pragą i jest jedną z najważniejszych linii komunikacyjnych w Europie (Magistralen). Biegnie wzdłuż doliny Łaby z Drezna przez Pirnę i Bad Schandau do Děčína (Tetschen-Bodenbach). Pierwszy odcinek linii został otwarty w 1848 i jest jedną z najstarszych linii w Niemczech.